# Червено море юг
Червено море-юг е един от шестте региони на Еритрея. Площта му е 27 600 квадратни километра, а населението е около 83 500 души, по приблизителна оценка от юли 2005 г. Столицата на региона е град Асаб, разположен на около 500 километра от столицата на Еритрея Асмара. Граничи с региона на Еритрея Червено море-север на север, с Джибути на юг и Етиопия на югозапад. Разделен е на 3 общини (подрегиони).
Регионът обхваща южната част на крайбрежието на Червено море, принадлежащо на Еритрея. Дълъг е над 500 километра и широк само 50. На територията на региона е разположена пустинята Данакли. С изключение на крайбрежния част на региона, останалата част от този регион е едно от най-негостоприемните и пусти места на планетата.